# Lanvaudan
Lanvaudan (tiếng Breton: Lanvodan) là một xã ở tỉnh Morbihan trong vùng Bretagne tây bắc Pháp. Xã này có diện tích 18,3 km², dân số năm 1999 là 725 người. Khu vực này có độ cao từ 19-158 mét trên mực nước biển.
Cư dân của Lanvaudan danh xưng trong tiếng Pháp là Lanvaudanais.